# Scheibe (Technische Mechanik)
Eine Scheibe ist in der Technischen Mechanik das Modell eines Flächentragwerks, das im Referenzzustand eben ist und durch Kräfte in ihrer Ebene belastet wird. Biegemomente, deren Achse in der Scheibenebene liegen, sowie Kräfte, die senkrecht zur Scheibe wirken, bleiben unberücksichtigt. (Eine ideale Scheibe bleibt auch im verformten Zustand eben.)
Eine Platte gilt in der Technischen Mechanik ebenfalls als ein ebenes Bauteil, wird jedoch mit gerade denjenigen Kräften und Momenten belastet, die bei der Betrachtung des Bauteils als Scheibe vernachlässigt werden.
In der Bautechnik wird einem flächigen Bauteil Scheibenwirkung zugesprochen, wenn es in der Lage ist, die in Richtung seiner Ebene angreifenden Kräfte aufzunehmen und sicher abzuleiten, ohne durch die resultierenden, inneren Schubspannungen übermäßig verformt oder zerstört zu werden.
Reale platten-/scheibenförmige Bauteile im Bauwesen vereinen in sich immer die Eigenschaften einer idealen Scheibe mit denen einer idealen Platte.
Sonderfälle:
- Schalen nehmen wie Scheiben nur Kräfte in ihrer Ebene auf, sind im Unterschied zu denen jedoch gekrümmte bzw. gewölbte Flächen(-tragwerke).
- Membranen (im Membranbau) können wie Scheiben nur Kräfte aufnehmen, die in ihrer Ebene liegen. Ihre Scheibenwirkung beschränkt sich jedoch auf Zugkräfte. Druckkräften und Biegemomenten können sie keinen Widerstand entgegensetzen.

## Praktische Beispiele für Scheiben
- Wandartige Träger
- Wandscheiben im Bereich des Bauwesens:
Zur Aussteifung eines Bauwerks sind mindestens drei Wandscheiben notwendig, die sich nicht in einem Punkt schneiden. Sie müssen über eine Deckenscheibe (horizontale Scheibe) verbunden sein.
- Deckenscheiben im Bereich des Bauwesens:
 Monolithische Decken (z. B. aus Ortbeton) gelten für Horizontalkräfte (z. B. Wind) als ausreichend belastbare Scheiben, während bei Fertigteil- und insbesondere Holzbalkendecken besondere Maßnahmen erforderlich sind, um hier eine Scheibenwirkung zu erzielen.[1]